# Johann Ernst Immanuel Walch
Johann Ernst Immanuel Walch (Jena, 1725 - 1778) foi um teólogo, linguista e naturalista alemão.